# Acordo de Nis
O Acordo de Nis (em sérvio: Нишки споразум; em macedônio: Нишка спогодба) ou Projeto de Acordo sobre a Restauração da Unidade da Igreja (em sérvio: Нацрт споразума о васпостављању црквеног јединства) foi um acordo entre a Igreja Ortodoxa Sérvia e a Igreja Ortodoxa Macedônia, assinado em 17 de maio de 2002 para superar o cisma.
Embora tenha sido assinado por três metropolitas da então cismática Igreja Ortodoxa Ortodoxa Macedônia, eles renunciaram mais tarde a suas assinaturas sob pressão das autoridades da República da Macedônia. Somente o Metropolita João Vranishkovski de Veles permaneceu fiel ao acordo, liderando o Arcebispado Ortodoxo de Ocrida, mais tarde estabelecido como resultado do acordo.